# Ostéopathie équine
L′ostéopathie équine, autrefois nommée le « reboutage », est une spécialité de la médecine équine et de l'ostéopathie, médecine non conventionnelle, visant à soulager les douleurs corporelles des équidés, et en particulier des chevaux de sport et de course. 

## Histoire
Spécialité récente mais dont l'origine est ancienne, l'ostéopathie équine est de plus en plus pratiquée en France depuis les années 1980, bien qu'elle ne soit officiellement autorisée dans le cadre d'actes médicaux que depuis le 23 juillet 2011. En 1997, l'ostéopathe équin et humain Pascal Evrard organise la première structure de cours en ostéopathie équine d'Allemagne, et prend quelques années plus tard la direction de l'International School of Equine Osteopathy (école internationale d'ostéopathie équine, ISEO).
La profession est longtemps restée peu encadrée, notamment en raison de l'absence de diplôme spécifique. Le premier diplôme français d'ostéopathe animalier est créé en 2015, avant d'être remplacé en 2019 par deux diplômes, celui d'ostéopathe pour animaux et celui d'ostéopathe animalier biomécaniste, tous deux accessibles via les formations de vétérinaire. De nombreux ostéopathes équins sont les héritiers de « rebouteux », dont le savoir s'est transmis de génération en génération[réf. nécessaire].

## Description
Cette médecine non conventionnelle vise surtout à diagnostiquer les problèmes de mobilité corporelle des animaux de sport et de course, et à soulager les douleurs éventuelles par des manipulations spécifiques, sans prescrire de médicaments. Elle est conçue comme complémentaire à la médecine vétérinaire classique, et ne vise pas à la remplacer.
Une thèse présenté en 2006 par Elise Dagain (vétérinaire) suggère que l'utilisation sportive du cheval induit la possible nécessité d'une prise en charge ostéopathique chez cet animal, en raison des efforts particuliers auxquels il est soumis, et des contraintes représentées par l'équipement équestre. Du fait de la nature de cette prise en charge, il existe peu de travaux et d'ouvrages consacrés à l'ostéopathie équine.
Bien appliquée, l'ostéopathie permet au cheval de gagner en mobilité dorsale et d'améliorer sa locomotion [source insuffisante].